# Albert Schultz Eishalle
Albert Schultz Eishalle je športna dvorana na Dunaju, Avstrija. Njena kapaciteta je 4.500 gledalcev. Dvorano so odprli januarja 1995. Trenutno v njej domače tekme igra hokejska ekipa Vienna Capitals, ki igra v Ligi EBEL. V njenem kompleksu se nahaja še majhna ledena dvorana, drsališče in kegljišče. Dvorana se imenuje po Albertu Schultzu, ki je bil mestni predstojnik za 22. okrožje, v katerem se dvorana tudi nahaja. Poleg hokeja se v dvorani odvija še umetnostno in hitrostno drsanje.
Gradnja se je zaključila leta 1989, še posebno pomembna pa je dvorana postala leta 1996, ko so se v njej igrale tekme A skupine Svetovnega prvenstva v hokeju na ledu. Projekt sta ustvarila arhitekta Sepp Müller in Alfred Berger. Gradnja je vzela 20 mesecev in 20,5 mio € stroškov. Podaljšek je last mesta Dunaj, uporabljajo ga za potrebe dunajske Stadthalle in ostale prireditve. 
Prva hokejska tekma v tej dvorani se je zgodila leta 1995, igrali sta ekipi WEV in Kapfenberg. Danes je dvorana domači športni objekt hokejskim ekipam Vienna Capitals, WEV, Vienna Flyers in EHV Sabres. Pred sezono 2006/07 so dvorano delno prenovili - namestili so nekatere nove ograde, ki so iz stekla in zato ponujajo boljši pogled na ledeno ploskev kot tiste starejše.